# Krummsee (Kreis Ostholstein)
Der Krummsee ist ein kleiner See im Kreis Ostholstein in Schleswig-Holstein. Er liegt nördlich des Kellersees.

## Beschreibung
Der Krummsee liegt in der Holsteinischen Schweiz, eingebettet in ein Waldgebiet nahe dem gleichnamigen Dorf Krummsee, das zur Gemeinde Malente gehört. Er ist umgeben von einer hügeligen Moränenlandschaft.
Der See hat eine Fläche von 0,12 km² und eine maximale Tiefe von 11,5 m. Er weist eine länglich-gebogene Form auf mit einer maximalen Länge von ca. 700 m sowie einer maximalen Breite von ca. 250 m. Er entwässert im Süden über den Peverlingsee und den Ihlsee in den Kellersee.
Das Wasser des Sees ist meist von sehr guter Qualität. Eine kleine Waldbadestelle an ihm lädt im Sommer zum Schwimmen ein. Eine kleine Hütte und einige Boote werden vom Neustädter Anglerverein unterhalten, der auch die Fischereirechte des Sees gepachtet hat und ihn als Vereinsgewässer nutzt.